# Таба – Шарм-еш-Шейх
Таба – Шарм-еш-Шейх – газопровід на північному сході Єгипту, який живить район курортного міста Шарм-еш-Шейх.
У першій половині 2000-х на сході Синайського півострова спорудили ділянку Арабського газопроводу, яка пройшла через місто Таба. Як наслідок, виникла можливість зайнятись газифікацією курортного регіону Шарм-еш-Шейх, до якого у 2007 році проклали трубопровід довжиною 220 км, діаметром 500 мм та пропускною здатністю 6,1 млн м3 на добу.
Великим споживачем доправленого до Шарм-еш-Шейх блакитного палива є ТЕС Шарм-еш-Шейх, на якій у 2016-му запустили нову чергу, що збільшила потужність станції учетверо.